# Lijst van onderscheidingen van de 9. SS-Panzer-Division Hohenstaufen
Dit is een lijst van onderscheidingen van de 9. SS-Panzer-Division Hohenstaufen.

## Drager van de Gesp voor Frontdienst

### In goud
- Herbert Golbs, SS-Oberscharführer, SS Panzergrenadier-Regiment 19[1]

## Dragers van het Duits Kruis

### In goud
- Bernhard Bauer, SS-Obersturmführer, SS Panzer-Regiment 9[2][3]
- Herbert Büdecker, SS-Hauptsturmführer, SS Panzer-Aufklärungs-Abteilung 9[4][5]
- Heinz Fraedrich, SS-Obersturmführer, SS Panzer-Artillerie-Regiment 9[6][5]
- Franz Göttfried, SS-Hauptscharführer, SS Panzer-Aufklärungs-Abteilung 9[7][5]
- Rudolf Gruber, SS-Sturmbannführer, SS Panzer-Regiment 9[8][5]
- Walter Harzer, SS-Obersturmbannführer[9]
- Karl-Heinz Recke, SS-Hauptsturmführer, SS Panzergrenadier-Regiment 19[10][11]
- Kurt Rennert, SS-Hauptsturmführer, SS Panzer-Regiment 9[12][11]
- Rudolf Rettberg, SS-Hauptsturmführer, SS Panzer-Regiment 9[13][11]
- Otto Saladin, SS-Unterscharführer, SS Panzer-Regiment 9[14][11]
- Wilfried Schwarz, SS-Hauptsturmführer, Stab der Division[15][16]
- Egon Skalka, Dr., SS-Hauptsturmführer, SS Sanitats-Abteilung 9[17][16]
- Ludwig Spindler, SS-Sturmbannführer, SS Panzer-Artillerie-Regiment 9[18][16]
- Rudolf Tammling, SS-Obersturmführer, SS Panzer-Regiment 9[19][16]
- Hans-Joachim Woith, SS-Obersturmbannführer, SS Panzergrenadier-Regiment 19[20][21]

### In zilver
- Bernhard Hofmann, SS-Sturmbannführer[22][21]

## Dragers van de Erebladgesp
- Robert Frank, SS-Sturmbannführer, SS Panzergrenadier-Regiment 20[23][24]
- Wilhelm Kaiser, SS-Unterscharführer, SS Panzer-Aufklärungs-Abteilung 9[25][26]
- Erich Vogel, SS-Obersturmführer, SS Panzer-Regiment 9[27][28]

## Dragers van het Ridderkruis van het IJzeren Kruis
- Hermann Alber, SS-Sturmmann, SS Panzergrenadier-Regiment 20[29][30]
- Hermann Borchers, SS-Hauptsturmführer, SS Panzergrenadier-Regiment 19[31][32]
- Robert Frank, SS-Sturmbannführer, SS Panzergrenadier-Regiment 20[33][34]
- Viktor-Eberhard Gräbner, SS-Hauptsturmführer, SS Panzer-Aufklärungs-Abteilung 9[35][36]
- Heinz Gropp, SS-Obersturmführer, 2./SS-Flakabteilung 9[37][38][39]
- Walter Harzer, SS-Obersturmbannführer, Stab der Division[40][41]
- Josef Holte, SS-Oberscharführer, SS Panzer-Regiment 9[42][43]
- Kurt Kühme, Major, commandant St.G.Brg. 280[44][45]
- Otto Meyer, SS-Obersturmbannführer, SS Panzer-Regiment 9[46][47]
- Rudolf Rettberg, SS-Sturmbannführer, commandant II./SS-Pz.Rgt. 9[48][49][50]
- Johann Sailer, SS-Obersturmführer, commandant 3./SS-Pz.Jäg.Abt. 9[48][37][51][50]
- Ludwig Spindler, SS-Sturmbannführer, SS Panzer-Artillerie-Regiment 9[31][52]
- Eberhard Telkamp, SS-Sturmbannführer, SS Panzer-Regiment 9[35][53]

### Met Eikenloof
- Friedrich-Wilhelm Bock, SS-Oberführer[54][55]
- Otto Meyer, SS-Obersturmbannführer, SS Panzer-Regiment 9[46][47]

### Met Eikenloof en Zwaarden
- Sylvester Stadler, SS-Brigadeführer en Generalmajor der Waffen-SS, divisiecommandant[56][57][50]